# Echinozone arctica
Echinozone arctica là một loài chân đều trong họ Munnopsidae. Loài này được Hansen miêu tả khoa học năm 1916.